# Matrimonio igualitario en Bonaire, Saba y San Eustaquio
El matrimonio igualitario es legal en Bonaire, Saba y San Eustaquio desde el 10 de octubre de 2012, fecha de entrada en vigor de la legislación aprobada por los Estados Generales de los Países Bajos que permite casarse a parejas del mismo sexo.
Los Países Bajos caribeños fueron la primera jurisdicción del Caribe en legalizar el matrimonio entre personas del mismo sexo, y unos meses más tarde les siguieron los territorios caribeños franceses, incluidas Guadalupe y Martinica, en mayo de 2013.

## Antecedentes
En 1954, las islas de Aruba, Curazao, Bonaire, Sint Maarten, Saba y San Eustaquio se convirtieron en países constituyentes del Reino de los Países Bajos, conocido como las Antillas Neerlandesas. Aruba se separó de las Antillas Neerlandesas en 1986 para convertirse en su propio país constituyente independiente dentro del Reino. Las Antillas Neerlandesas se disolvieron en 2010; Curazao y Sint Maarten se unieron a Aruba para convertirse en países constituyentes autónomos, mientras que Saba, Bonaire y San Eustaquio se convirtieron en municipios especiales de los Países Bajos propiamente dichos. Los electores de Saba y Bonaire votaron a favor de la integración en los Países Bajos en los referendos de 2004, mientras que San Eustaquio votó en contra de la integración en 2005. Según la ley de las Antillas Neerlandesas, a las parejas del mismo sexo no se les permitía casarse, a pesar de haber sido legalizado el matrimonio entre personas del mismo sexo en los Países Bajos propiamente tales en 2001.

## Ley de matrimonio entre personas del mismo sexo
Mientras los Estados Generales de los Países Bajos debatían la legislación para establecer los Países Bajos caribeños, los parlamentarios Johan Remkes e Ineke van Gent introdujeron una enmienda para abrir el matrimonio a parejas del mismo sexo en las islas. El gobierno del primer ministro Mark Rutte anunció que prefería negociar el cambio primero con las islas. La cuestión fue particularmente controvertida en la isla de San Eustaquio, donde muchos isleños cristianos se oponían al principio de la ley y debido al percibido "neocolonialismo" de los Países Bajos, imponían dicha ley a sus municipios de ultramar. El Consejo Insular también aprobó una resolución oponiéndose al matrimonio entre personas del mismo sexo.
La ley, conocida como Ley de Implementación de las Entidades Públicas de Bonaire, San Eustaquio y Saba, fue aprobada por el Parlamento, recibió la aprobación real de la reina Beatriz de los Países Bajos el 17 de mayo de 2010 y entró en vigor el 10 de octubre de 2010. Esto estableció los Países Bajos del Caribe, e incorporó Saba, San Eustaquio y Bonaire a los Países Bajos propiamente dichos como municipios especiales. Las islas recibieron un código civil y la legislación de las Antillas Neerlandesas fue reemplazada gradualmente por legislación holandesa durante los años siguientes. La Segunda Enmienda de la Ley de Organismos Públicos Bonaire, San Eustaquio y Saba, en vigor desde el 1 de enero de 2011, modificó el Código Civil para insertar dos cláusulas que garantizan el reconocimiento de los matrimonios y las uniones registradas celebradas en el extranjero, incluidos los Países Bajos, y otorgan a estas uniones el mismo tratamiento que los matrimonios y uniones de parejas del sexo opuesto. Se esperaba que las disposiciones que permitieran celebrar matrimonios entre personas del mismo sexo en las islas entrarían en vigor en un plazo de dos años.
La legislación para legalizar el matrimonio entre personas del mismo sexo en las islas entró en vigor el 10 de octubre de 2012. El artículo 1:30 del Código Civil se modificó de "El matrimonio sólo puede existir entre un hombre y una mujer" a:
- en neerlandés: Een huwelijk kan worden aangegaan door twee personen van verschillend of van gelijk geslacht
- en papiamento: Un matrimonio por tuma luga entre dos personas di diferente o di mesun sekso
- en español: Pueden contraer matrimonio dos personas de diferente o del mismo sexo

El primer matrimonio entre personas del mismo sexo en Saba se realizó el 4 de diciembre de 2012 entre Cedeño Xiomar González, de Aruba, e Israel Ernesto Ruiz Pinto, de Venezuela, ambos residentes en Aruba. La primera boda entre personas del mismo sexo en Bonaire se realizó en mayo de 2013 entre la pareja aruba-venezolana Jean Ardley Baiz y Norbert Miguel Torrealba, y el primer matrimonio público entre personas del mismo sexo en San Eustaquio tuvo lugar en diciembre de 2019 en Oranjestad entre Walter Hellebrand y Christopher Russell, aunque varias parejas del mismo sexo ya se habían casado en San Eustaquio en ceremonias privadas.